# Jaume Escofet
Jaume Escofet i Milà (Pont de Armentera, 1862-Barcelona, 1904) fue un industrial y ceramista español.

## Biografía

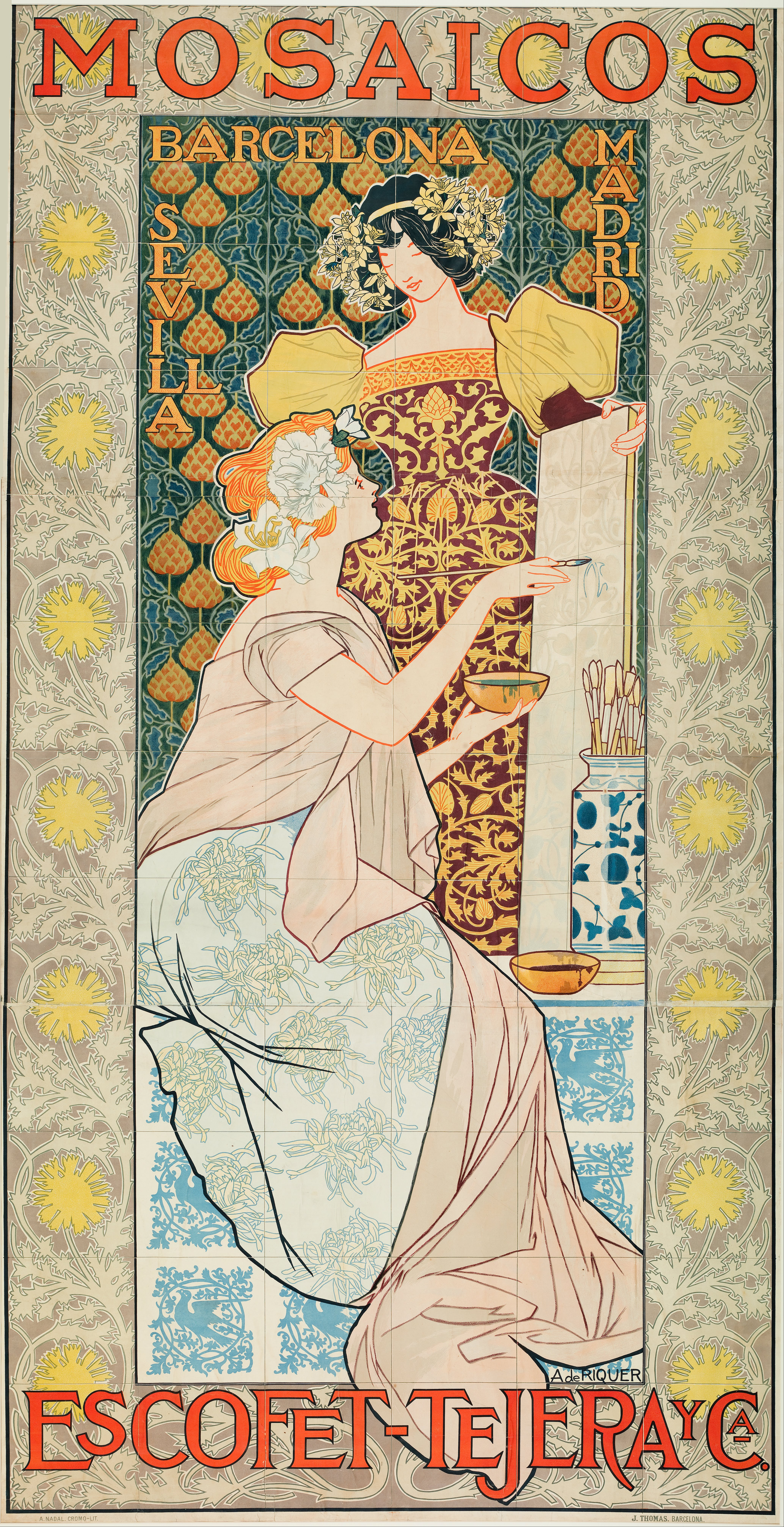
Cartel de Mosaicos Escofet, Tejera y Cía. (1900), de Alexandre de Riquer, Museo Nacional de Arte de Cataluña

Se formó como alfarero y ceramista, oficio con el que trabajó en la fábrica Orsola Solà. En 1886 creó con Teótimo Fortuny la empresa Escofet, Fortuny y Cía., S. en C., dedicada a la fabricación de mosaico hidráulico, que se llegó a convertir en la principal productora de este material de toda España. Pese a su carácter industrial, creó piezas de gran calidad, siendo de destacar sus baldosas para pavimento urbano, muchas de las cuales cubren las calles de Barcelona. Su primera fábrica estuvo en la calle del Gasómetro de San Martín de Provensals y su primera tienda en el barcelonés Portal del Ángel (1887).
Su principal producto fue el pavimento, pero también fabricaron todo tipo de objetos de cerámica, mayólica y fayenza, como platos, figuritas, jardineras, ménsulas y juegos de té. Sus primeros diseños eran geométricos, a los que añadieron en 1888 elementos vegetales, al tiempo que pasaron del blanco y negro al color. En la Exposición Universal de Barcelona de 1888 ganaron una medalla de oro por sus mosaicos hidráulicos. En 1891 abrieron una fábrica en Madrid, en la calle Hileras n.º 17.
En 1895, Fortuny se estableció por su cuenta. Escofet se asoció con José María Tejera Terán y pasó a llamarse Escofet, Tejera y Cía. Se abrió una nueva fábrica en Sevilla y se trasladó la tienda a la ronda de San Pedro n.º 8. Poco después se trasladó a la ronda de la Universidad n.º 20 de Barcelona, donde se mantiene la fachada original, aunque actualmente la tienda se dedica a otra actividad.
En 1900 publicó un catálogo con diseños de arquitectos y artistas modernistas como Antoni Gaudí, Lluís Domènech i Montaner, Josep Puig i Cadafalch, Enric Sagnier, Antoni Maria Gallissà, Alexandre de Riquer, Josep Triadó, Antoni Rigalt y Josep Pascó. Entre estos diseños destacan las baldosas que diseñó Gaudí en 1904 para la casa Batlló —aunque finalmente no se colocaron y fueron reaprovechadas por el arquitecto para la casa Milà—, que fueron adoptadas por el Ayuntamiento de Barcelona para revestir el paseo de Gracia. Son unas baldosas de forma hexagonal, de color verde, decoradas con un alga, una caracola y una estrella de mar.
En 1906, el Ayuntamiento de Barcelona aprobó seis tipos de baldosas para aceras, confeccionadas desde 1916 por la casa Escofet, realizadas en cemento hidráulico de  20 × 20 cm. Una de las más famosas es la flor de Barcelona, diseñada por Josep Puig i Cadafalch. Las otras eran: de pastillas cuadradas (también llamadas «de chocolate»), de círculos, de espirales y de un rombo rodeado de cuatro círculos. En 1950, la empresa introdujo el vibrazo, con el que se pavimentó la Rambla de Barcelona.
La empresa fue continuada por su yerno, Emili Farré i Escofet, que cambió el nombre de la empresa a E.F. Escofet y Cía S. en C. (1907); y a este su hijo, Josep Maria Farré-Escofet i Escofet, con el nombre empresarial de Hijo de E.F. Escofet S.en C. (1940), que se convirtió en sociedad anónima en 1960. En 1978 se cerró la antigua fábrica de Gasómetro y se abrió una nueva en Martorell. En 1992 la empresa pasó a llamarse Escofet 1886 S.A.

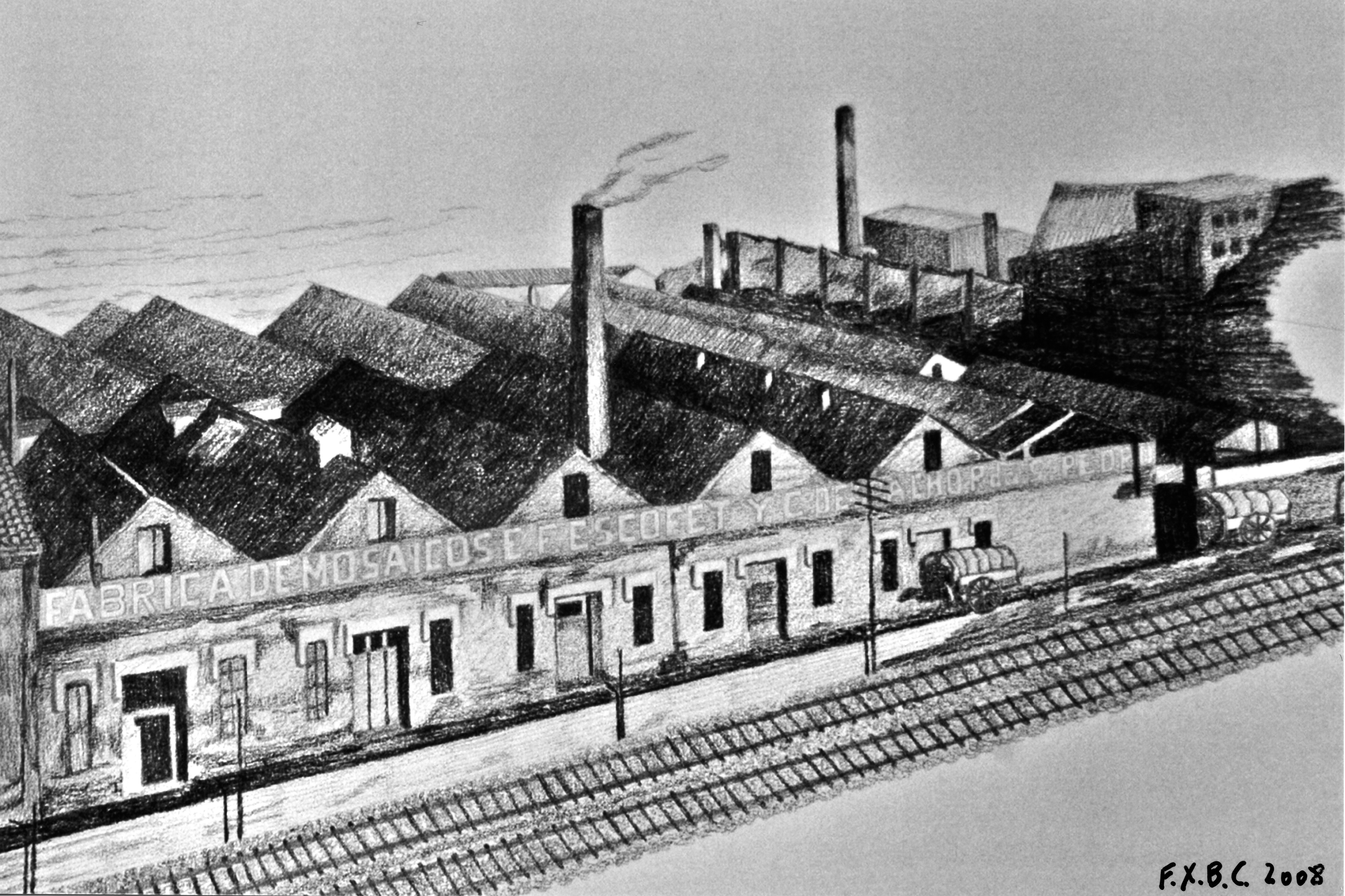
Antigua fábrica de la calle Gasómetro
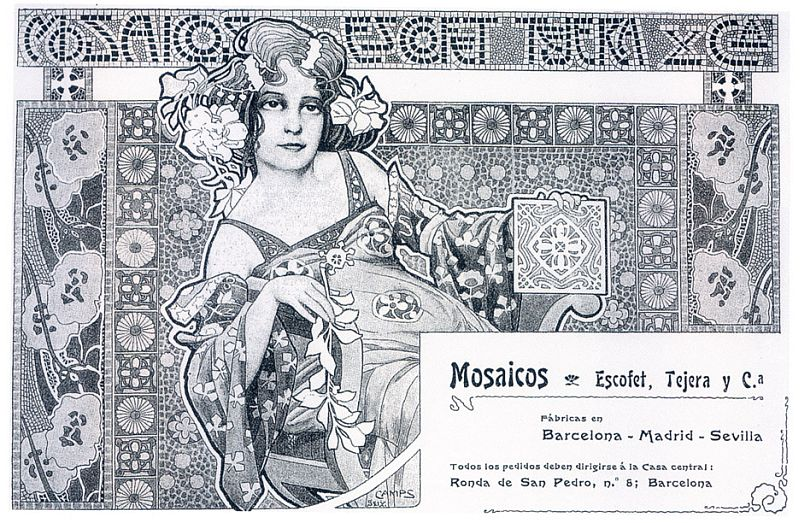
Anuncio de Escofet, Tejera y Cía (El Mercurio, 1902)
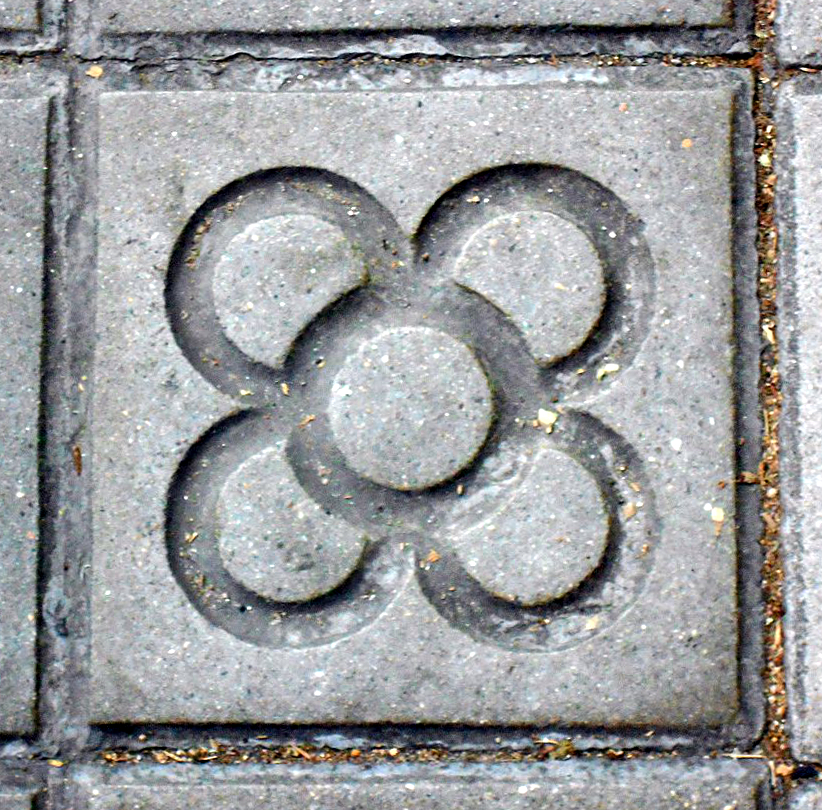
Flor de Barcelona
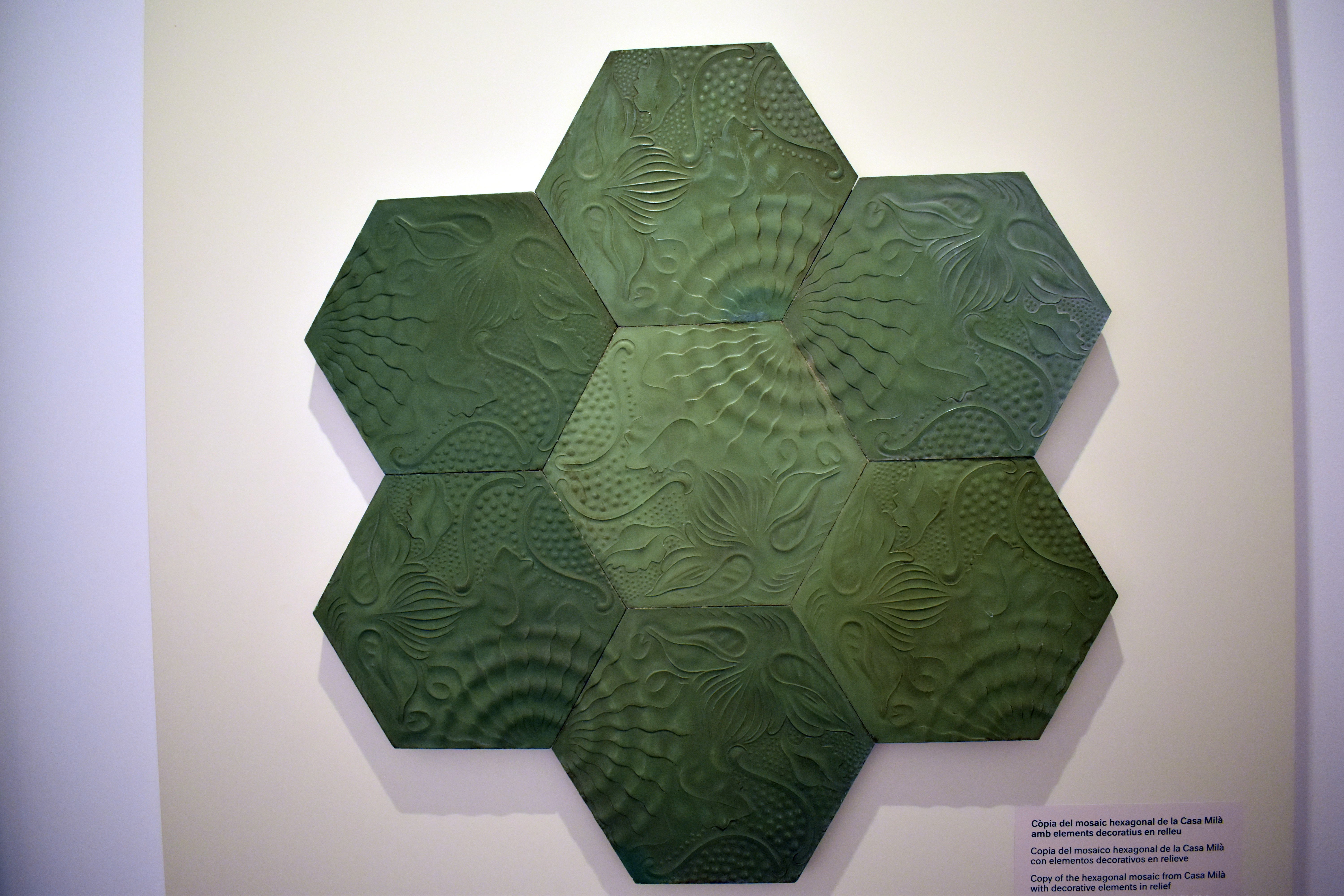
Loseta Gaudí
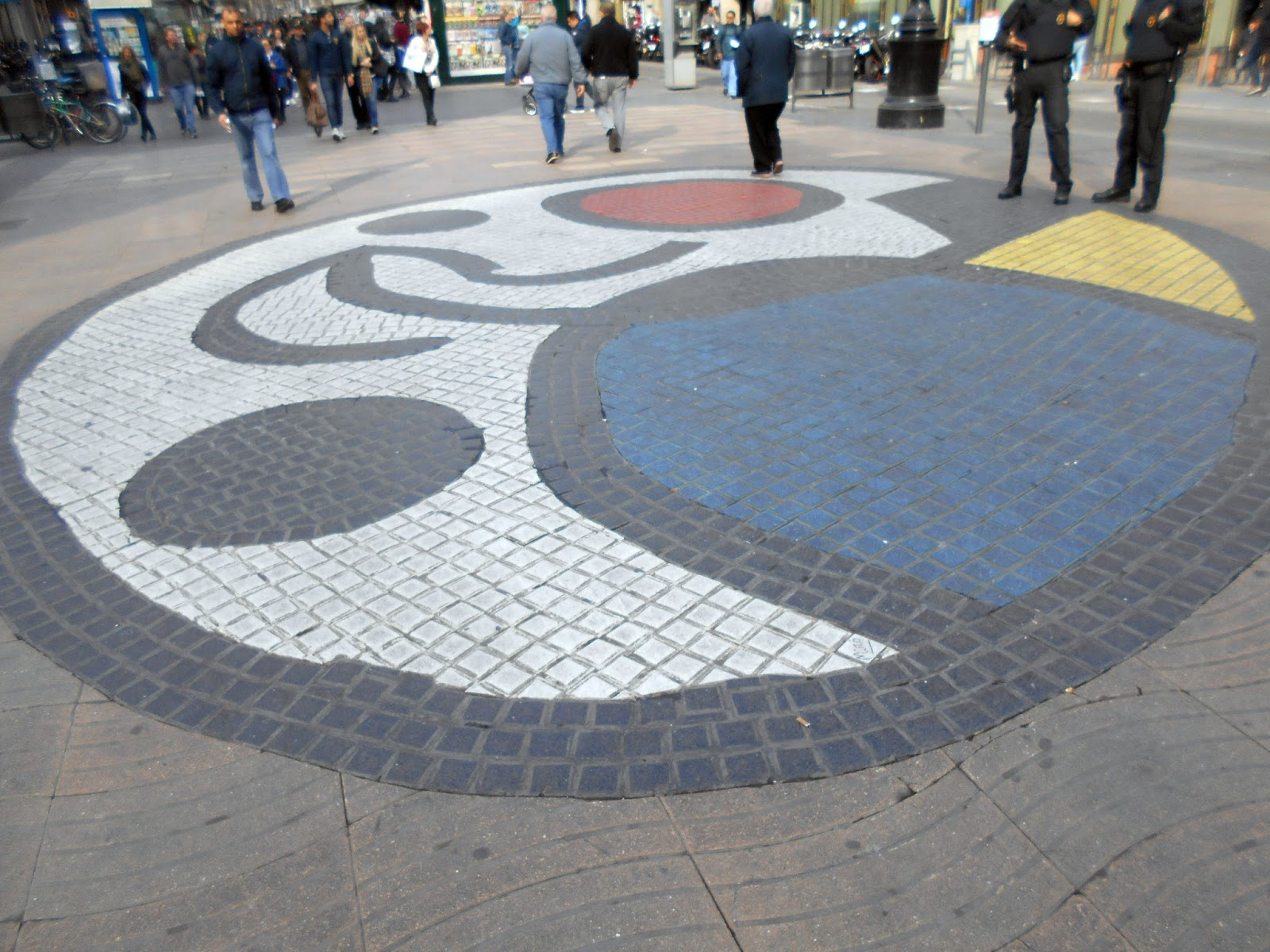
Pavimento Miró (1976)
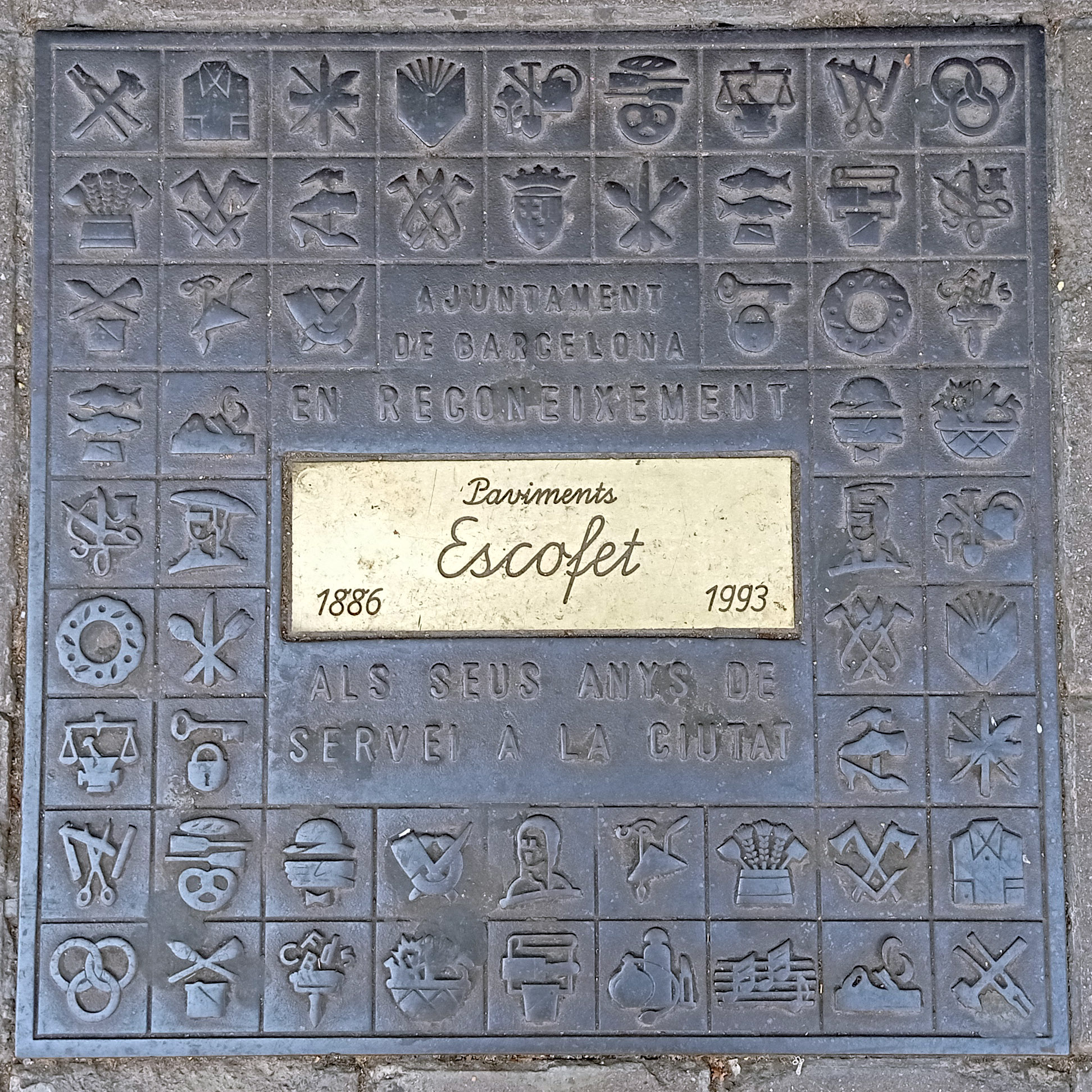
Placa conmemorativa de reconocimiento a Pavimentos Escofet